# AN/APG-63
AN/APG-63は、アメリカ合衆国のヒューズ社（現 レイセオン）が開発したレーダー。

## 概要
AN/APG-63は、マクドネル・ダグラス社が開発したF-15に搭載するために開発された。
レーダー本体は、多モードのパルス・ドップラー・レーダーで、パイロット一人での操作が可能な下記の機能を持つと同時に列線交換ユニット（LRU）の採用などにより信頼性は極めて高く、AN/APG-63(V)1の平均故障間隔（MTBF）は120時間以上とされている。しかし、配備当初はユニット自体の寿命が短く、平均故障間隔は15時間であった。
1979年にはF/A-18に搭載されているAN/APG-65から技術のフィードバックを受け、以下の改良が施された。この改修は既存機に対しても行われている。
- プログラム可能デジタルシグナルプロセッサ（PSP）の組み込み。

これにより、機器などのハードウェアを一々再構築する事無く、ソフトウェアのプログラム変更のみで迅速かつ低コストにシステムをカスタマイズすることが可能となった。しかし、PSPのメモリー不足により新たな脅威に対応する発展の余地がなくなってしまったため、後のAPG-63(V)1、APG-70ではメモリー容量が拡大されている。
- レーダービームの指向性の向上。
- ECCM能力の強化。
- 目標編隊における個別目標探知能力の追加。
- NCTRの向上。
- 捜索中追尾（TWS）のサポート。
最大24目標を探知し、うち8目標を追尾可能。

以下のレーダーモードを備える。
- 空対空モード
  - 長距離サーチ：AIM-7用のモードで、戦闘機程度の小型目標でも約80nm（148km）の距離で左右各120度の範囲で目標を発見する。
  - 短距離サーチ：AIM-9用のモードで、探知距離約20nm（37km）の距離で左右各120度の範囲で目標を発見する。
  - スーパー・サーチモード：距離10nm（19km）-300ft（103m）までレーダーの使用が可能、ボアサイト機能を使用すると最大で12,000ft（3.7km）の距離でロックオン可能。
  - レイドアセスメントモード：PSP（プログラム可能デジタルシグナルプロセッサ）により、密集編隊内の個別目標探知を可能とする。
  - TWS（捜索中追尾）：捕捉した全目標のうち8-10個を指定して追跡し、その間に他の目標を捜索することが可能。
  - NCTR（非協調目標認識）：レーダー反射特性を分析して、目標種別や機種の判別を可能とする。
- 空対地モード
  - 目視攻撃時に爆弾を自動投下するための目視測距、航法のためのマッピングモード、慣性航法用の最新ベロシティ参照。

## 派生型

### AN/APG-70
AN/APG-63の信頼性を高め、容易にメンテナンスができるよう再設計したもの。製造コストを削減するために、モジュールの多くは、AN/APG-73と共通で、コンピュータとプロセッサの85%はF-14のAN/APG-71レーダーと共通である。
AN/APG-63の空対地モードを大幅に強化し、合成開口レーダー、低被探知 (LPI)、グランドマッピングなどのレーダーモードを追加している。合成開口レーダーモードでは、150km先の目標を解像度18m、74kmなら解像度5.2mのデジタル地図の作成が可能で、空対空目標への探知距離は約300kmまで延長されている。
処理装置の速度はAN/APG-63の3倍となり、PSPのメモリー容量も10倍に拡張された。また、送信機や受信機、自己診断装置なども新型へ更新されている。F-15Eに搭載。F-15CもMSIPにより搭載している。
派生型として、グランドマッピングモードを削除したダウングレード型のAN/APG-70Sがあり、F-15Sに搭載されている。イスラエルのF-15IのAN/APG-70についてもドップラービームシャープ（DBS）/マッピング/合成開口（SAR）のモードの解像度が1/3に低下させられている。

### AN/APG-63(V)1
2001年3月から装備が開始された改良型で、AN/APG-63にAN/APG-70の技術をフィードバックして再設計したもの。探知距離の延伸・電波妨害への対処能力の向上を実現し、より射程の長い空対空ミサイルの搭載が可能となった。パフォーマンスと信頼性は10倍増加し、平均故障間隔は120時間となった。NCTRもより高精度となったほか、14目標を追尾し6目標を攻撃することが可能となった。
F-15Kに搭載されたものには、AN/APG-70と同様のレーダーモードのほか地上移動目標捜索（GMTS）、地上移動目標追跡（GMTT）モードが新たに追加されている。

### AN/APG-63(V)2
AN/APG-63(V)1のフロントエンド部の機械式平面アンテナを電子走査式に変更したAESA レーダー。アンテナには、約1,500個の送受信モジュールを備える。
1999年アラスカ州エルメンドルフ空軍基地に所属するアメリカ空軍第3航空団配備のF-15C/Dに導入され、2000年には実働体制に就いている。しかし、本機は高価であり、重量も多く信頼性も低かったためほとんど試験的に運用が行われているのみとなっている。そのため、本機の生産は停止され、信頼性の向上・軽量化などの改良を施したAPG-63(V)3の生産へ移行した。

### AN/APG-63(V)3

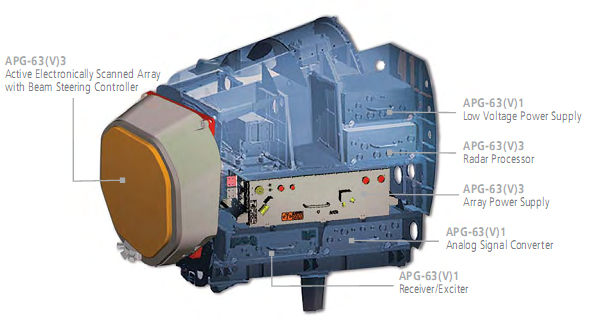
APG-63(V)3

前述のAN/APG-63(V)2の改良型。軽量化のためフロントエンドの電子走査式アンテナをF/A-18E/Fが装備するAN/APG-79のアンテナの改良型に変更し、電源部を大型化、出力の向上を図ったものをAPG-63(V)1のバックエンドと組み合わせている。
制御ソフトは、AN/APG-63(V)2のものをベースに改良したものを使用している。AN/APG-79の技術がフィードバックされており、ECCM能力の向上、信頼性・安定性の向上などの改良が行われている。稼動部がなくなったことにより、平均故障間隔は500時間となった。
F-15SGにも搭載されているが、走査能力が落とされている。

### AN/APG-82(V)1
AN/APG-82は、F-15Eのレーダー近代化プログラム（Radar Modernization Program：RMP）で使用されるレーダーである。APG-63(V)3のバックエンド部をAN/APG-79と同様のものに変更して処理能力を向上させている。
既存のコンポーネントを流用することで短期間で開発ができた上、新規開発コストを大幅に低減することができた。APG-82(V)1は、新型の冷却システムと電子妨害下でも正常にレーダーを動作させるための装置である無線周波数可変フィルター（RFTF）を備えており、これにより射程拡大、目標同時追跡能力、処理時間の短縮、解像度の強化などが図られている。また、空対空と空対地モードの同時使用も可能である。
当初の名前はAN/APG-63(V)4であったが、2009年にAPG-82(V)1と改名された。2014年7月17日、最初の搭載機が受領された。
航空自衛隊のF-15J戦闘機（近代化改修機）の再改修において、当レーダーが搭載されることになっている。

### AN / APQ-180
AN/APG-70をベースにAC-130U用として開発されたレーダー。近代化されたジンバル・スキームによるプルナーアレイアンテナ、アップグレードされたアナログシグナルプロセッサユニットを使用、強化されたいくつかの新しい空対地モードを内蔵している。

## 搭載機
- F-15A/B/C/D
  - F-15J/DJ
- F-15E/K/SG/S/SA
  - F-15EX